# Jeroen Otter
Jeroen Otter (1964) is een voormalig Nederlands shorttracker en was in de periode 2010 - 2022 bondscoach van de Nederlandse shorttrack(st)ers. In het seizoen 2022-2023 was Otter werkzaam als adviseur van de Nationale Trainingselectie Shorttrack en sinds juni 2023 is Otter aangesteld als coach van de coaches bij het High Performance Team (TeamNL) van NOC*NSF. 

## Carrière

### Shorttracker
Als shorttracker was Otter eind jaren tachtig zeer succesvol. Met de Nederlandse mannenploeg werd hij vier keer wereldkampioen op de relay (aflossing).

### Coach
In het voorjaar van 2010 werd Otter door de KNSB aangesteld als bondscoach van de Nederlandse shorttrack(st)ers. Op 28 september 2016 werd zijn aflopende contract verlengd tot en met april 2019. Medio mei 2022 kondigde Otter een sabbatical aan. Otter was sinds 2010 bondscoach en blijft in het seizoen 2022-2023 één dag per week werkzaam als adviseur van de Nationale Trainingsslectie Shorttrack.
Otters eerste seizoen (2010–2011) met de Nederlandse ploeg was zeer succesvol. Voor het eerst in jaren behaalde de ploeg medailles in wereldbekerwedstrijden en bij de wereldkampioenschappen. Bij de Europese kampioenschappen in eigen huis (Thialf, Heerenveen) sloeg zijn selectie een historische dubbelslag met de Europese titels voor het dames- (Jorien ter Mors, Sanne van Kerkhof, Yara van Kerkhof en Annita van Doorn) en het herenteam (Daan Breeuwsma, Niels Kerstholt, Sjinkie Knegt en Freek van der Wart). Het eerste goud voor Nederland in de historie van de EK. Bij de wereldkampioenschappen in Sheffield voegde de Nederlandse vrouwenploeg (Jorien ter Mors, Sanne van Kerkhof, Yara van Kerkhof en Annita van Doorn) daar een zilveren plak aan toe. Bij de wereldbekerwedstrijden werden er vijf medailles gescoord en een derde plaats in het wereldbekerklassement voor de Nederlandse mannenploeg. Goud in Moskou en brons in Shanghai voor de mannenploeg, brons in Changchun voor de vrouwenploeg, zilver op de 1000 meter voor Sjinkie Knegt in Shanghai en brons op de 500 meter voor Freek van der Wart in Moskou.
Later volgden nog meer successen, Europese titels voor Knegt, Van der Wart en Ter Mors, een bronzen olympische medaille voor Knegt, de wereldtitel voor de mannen op de aflossing in 2014 en de wereldtitel voor Knegt in 2015.